# Berryteuthis magister
Berryteuthis magister is een inktvissensoort uit de familie van de Gonatidae. De wetenschappelijke naam van de soort is voor het eerst geldig gepubliceerd in 1913 door Berry.